# Villar de Olalla
Villar de Olalla ist ein Ort und eine zentralspanische Gemeinde (municipio) mit 1.512 Einwohnern (Stand: 2024) im Norden der Provinz Cuenca in der Autonomen Region Kastilien-La Mancha. Die Gemeinde besteht aus dem gleichnamigen Hauptort und den Ortschaften Barbalimpia und Villarejo Seco sowie dem Weiler Ballesteros.

## Lage und Klima
Villar de Olalla liegt auf der Westseite des Iberischen Gebirges in einer Höhe von ca. 960 m. Die Provinzhauptstadt Cuenca befindet sich gut sieben Kilometer (Fahrtstrecke) nördlich. Das Klima im Winter ist gemäßigt, im Sommer dagegen warm bis heiß.

## Bevölkerungsentwicklung
| Jahr      | 1970 | 1981 | 1991 | 2001 | 2011 | 2021 |
| Einwohner | 904  | 848  | 780  | 945  | 1250 | 1316 |

## Sehenswürdigkeiten
- Marienkirche (Iglesia de la Natividad de Nuestra Señora)

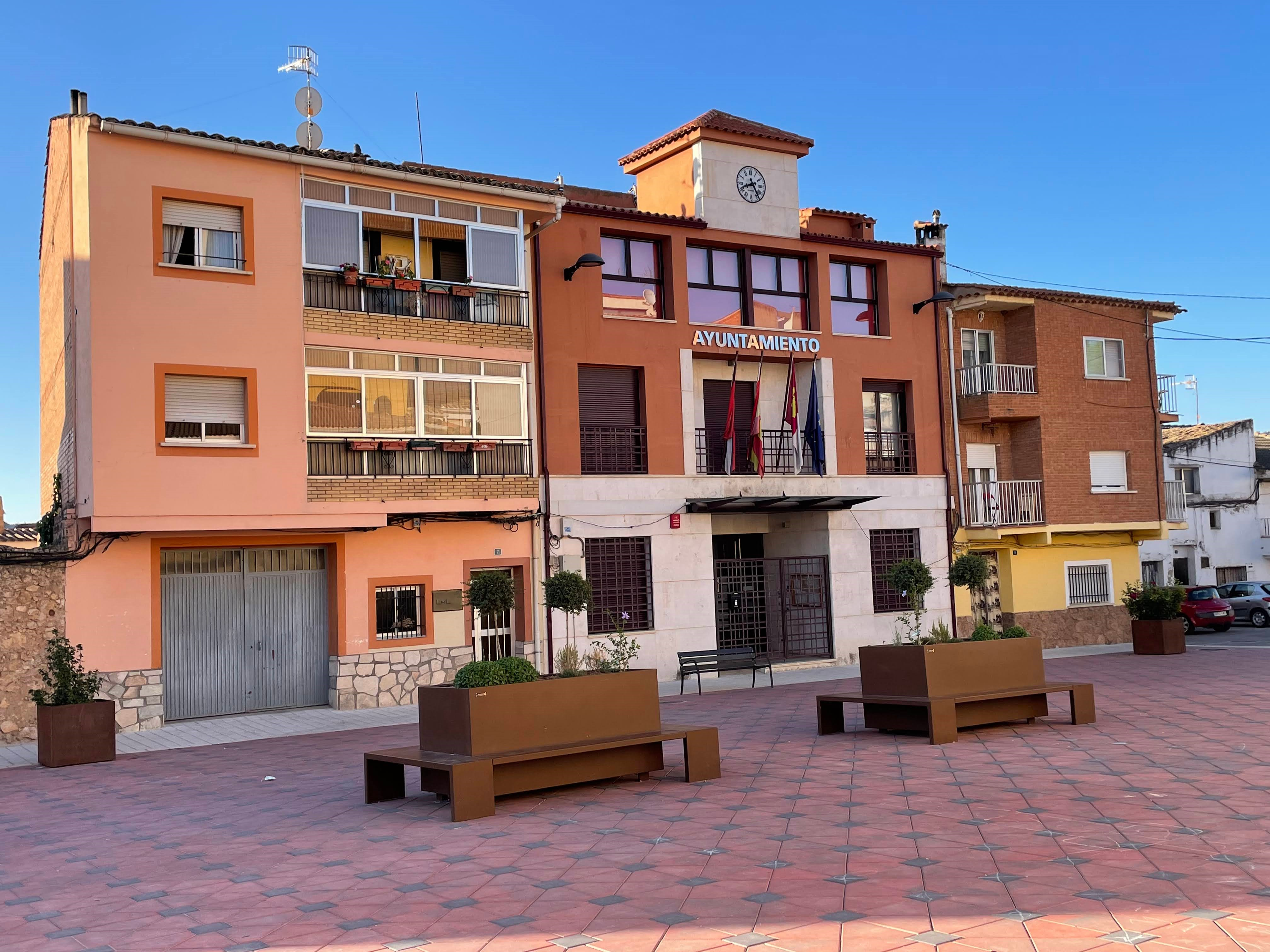
Rathaus